# Mistrzostwa Polski w Judo 1965
9. edycja Mistrzostw Polski w judo odbyła się w roku 1965 we Wrocławiu, a w kategorii open w Warszawie. Rywalizowali tylko mężczyźni.

## Medaliści  mistrzostw Polski

### mężczyźni
| Konkurencja: | Złoto:                              | Srebro:                                     | Brąz:                                 |
| -63 kg       | Kazimierz Jaremczak Wybrzeże Gdańsk | Józef Kruszelnicki Górnik Wilchwy–Wodzisław | Zbigniew Kotas Lotnik Wrocław         |
| -70 kg       | Czesław Łaksa Wisła Kraków          | Piotr Okrągły Flota Gdynia                  | Jan Okrój Wybrzeże Gdańsk             |
| -80 kg       | Michał Dzierzbicki AZS-AWF Warszawa | Wojciech Niedziałek AZS-AWF Warszawa        | Wojciech Kluba Wisła Kraków           |
| -93 kg       | Tadeusz Czubryj AZS Poznań          | Zbigniew Werkowicz AZS-AWF Warszawa         | Tadeusz Kalina Wisła Kraków           |
| +93 kg       | Bolesław Mackiewicz Gwardia Wrocław | Tadeusz Lubas AZS Kraków                    | Franciszek Grochowski Wybrzeże Gdańsk |
| open         | Tadeusz Czubryj AZS Poznań          | Zbigniew Werkowicz AZS-AWF Warszawa         | Edward Suchan Wisła Kraków            |